# Whitney Peak (Antarktika)
Der Whitney Peak ist ein 3003 m hoher und markanter Berggipfel im Marie-Byrd-Land. Er ragt 5 km nordwestlich des Mount Hampton, von dem er durch einen vereisten Sattel getrennt ist, als nördlichste Erhebung der Executive Committee Range auf.
Wie alle anderen Berge der Executive Committee Range ist der Whitney Peak vulkanischen Ursprungs. Mit einem Alter von 13,7–13,2 Mio. Jahren ist er das älteste Glied dieser Bergkette; die vulkanische Aktivität hat sich seitdem mit einer Rate von ungefähr 9,6 km pro Jahrmillion südwärts verlagert.
Der United States Geological Survey kartierte den Berg anhand eigener Vermessungen und mithilfe von Trimetrogon-Luftaufnahmen der United States Navy zwischen 1958 und 1960. Das Advisory Committee on Antarctic Names benannte ihn 1962 nach Herbert Walter Whitney (1901–1985), Kommandeur des mobilen Baubattalions der United States Navy, das für die Errichtung von Beobachtungsstationen im Rahmen des Internationalen Geophysikalischen Jahres verantwortlich war. Zu diesen Stationen gehörte Little America V in der Kainan-Bucht des Ross-Schelfeises, auf der Whitney im Jahr 1956 überwinterte.